# Europees Directoraat voor de Kwaliteit van Geneesmiddelen en de Gezondheidszorg

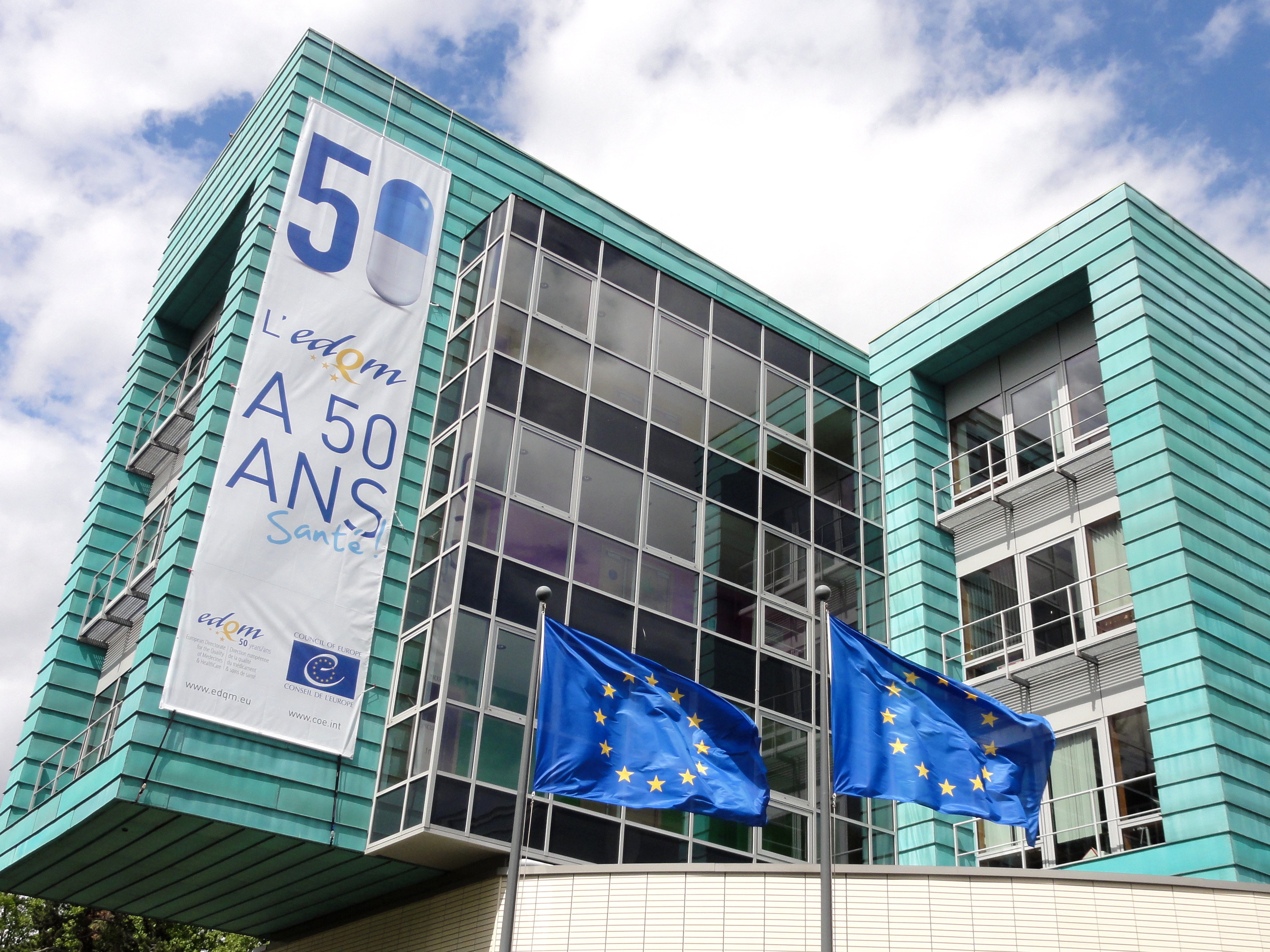
EDQM

Het Europees Directoraat voor de Kwaliteit van Geneesmiddelen en de Gezondheidszorg of EDQM (European Directorate for the Quality of Medicines) is sinds 1964 een instelling van de Raad van Europa en is gevestigd in het Franse Straatsburg. Het orgaan bewaakt de kwaliteit van geneesmiddelen en is de uitgever van de Europese farmacopee. In 2007 nam het zijn intrek in een nieuw gebouw, een gebogen glazen en houten structuur ontworpen door architectenbureaus Art & Build uit Brussel en Denu et Paradon uit Straatsburg.